# Ghirardelli Chocolate Company
A Ghirardelli Chocolate Company é uma divisão estadounidense da chocolatera suíça Lindt & Sprüngli. O nome da companhia é uma referência a seu fundador, o chocolateiro italiano Domingo Ghirardelli, que depois de ter trabalhado no Sul dos Estados Unidos se mudou para a Califórnia. A Ghirardelli Chocolate Company foi incorporada em 1852 como a segunda companhia maior de chocolate, e é a segunda mais antiga dos Estados Unidos, depois da Baker's Chocolate.